# Bertrand Tavernier
Bertrand Tavernier (25. april 1941, død 25. marts 2021) var en fransk filminstruktør.
Han var oprindelig assistent til Jean-Pierre Melville.

## Udvalgt filmografi
- L'Horloger de Saint-Paul (1974)
- Que la fête commence (1975)
- Le Juge et l'assassin (1976)
- Rent bord (1981)
- En søndag på landet (1984)
- Round Midnight, som vandt Bodilprisen for bedste ikke-amerikanske film i 1988[2]
- Selve livet og intet andet (1989)
- D'Artagnans datter (1994)
- Lokkeduen (1995)
- Capitaine Conan (1996)
- Det begynder i dag (1999)
- La princesse de Montpensier (2010)